# Ochodzita

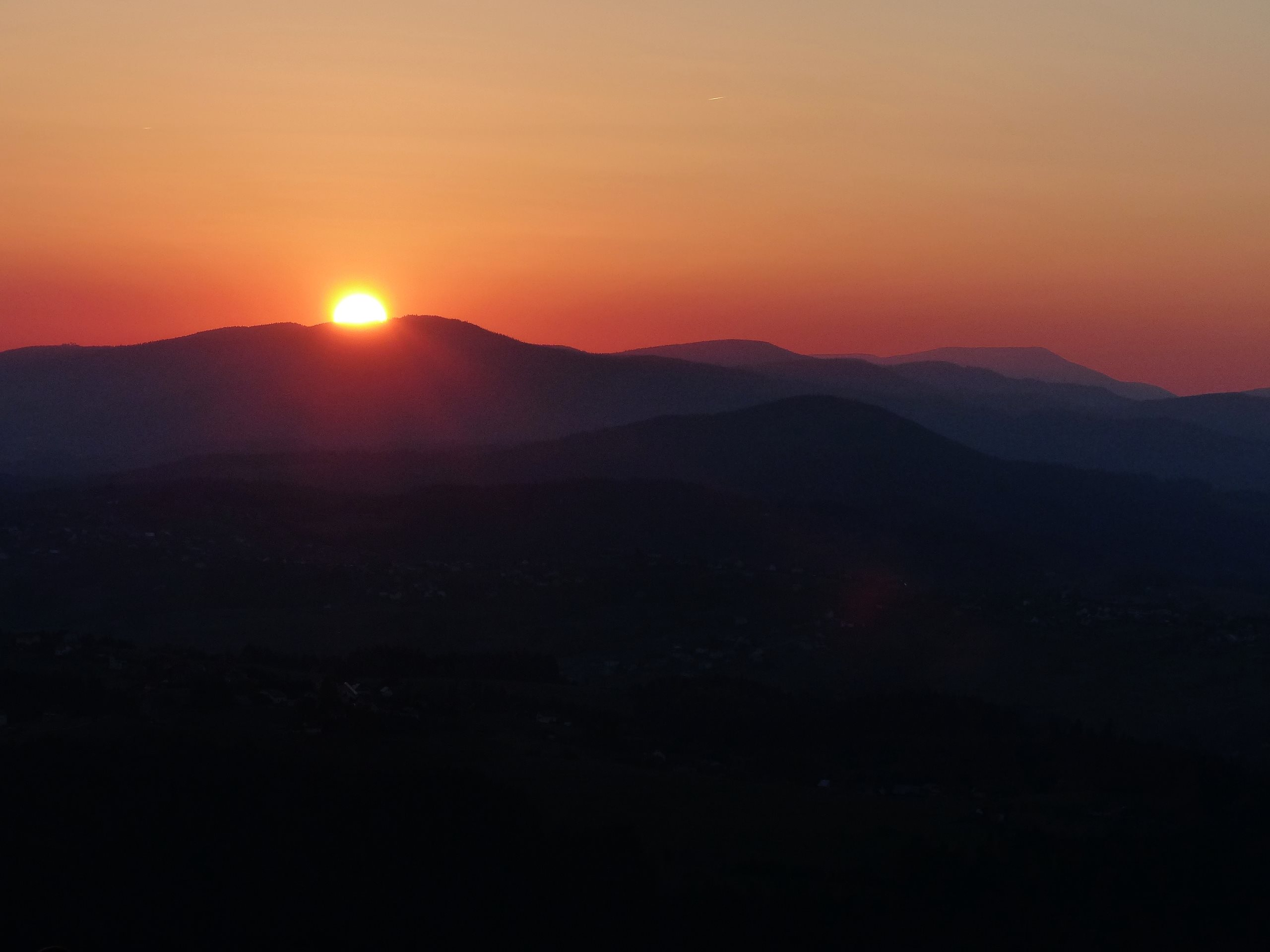
Sonnenuntergang vom Gipfel

Der Ochodzita ist ein Berg in Polen. Mit einer Höhe von 894 m ist er einer der niedrigeren Berge  im südlichen Rücken des Barania-Kamms in den Schlesischen Beskiden. Der Berg ist ein beliebtes Touristenziel mit vielen Ausblicken auf die benachbarten Gebirge und das Tiefland. Da er auch sehr einfach mit dem Pkw erreichbar ist, gilt er als ein beliebtes Ziel, um den Sonnenuntergang in den Beskiden zu bewundern. Er gehört zum Gemeindegebiet von Istebna.

## Tourismus
- Auf den Gipfel führen mehrere markierte Wanderwege von Koniaków und Wisła